# Liste der schwedischen Abgeordneten zum EU-Parlament (2024–2029)
Die Liste der schwedischen Abgeordneten zum EU-Parlament (2024–2029) listet alle schwedischen Mitglieder des 10. Europäischen Parlaments nach der Europawahl in Schweden 2024 auf.

## Aktuelle Mandatsstärke der Parteien
- GUE/NGL: 2
- S&D: 5
- G/EFA: 3
- RE: 3
- EVP: 5
- EKR: 3

| Nationale Partei                              | Mandate | Fraktion                                                                               |
| --------------------------------------------- | ------- | -------------------------------------------------------------------------------------- |
| Sveriges socialdemokratiska arbetareparti (S) | 05      | Fraktion der Progressiven Allianz der Sozialdemokraten im Europäischen Parlament (S&D) |
| Moderata samlingspartiet (M)                  | 04      | Fraktion der Europäischen Volkspartei (EVP)                                            |
| Kristdemokraterna (KD)                        | 01      | Fraktion der Europäischen Volkspartei (EVP)                                            |
| Sverigedemokraterna (SD)                      | 03      | Europäische Konservative und Reformer (EKR)                                            |
| Miljöpartiet de gröna (MP)                    | 03      | Die Grünen/Europäische Freie Allianz (G/EFA)                                           |
| Vänsterpartiet (V)                            | 02      | Die Linke im Europäischen Parlament – GUE/NGL                                          |
| Centerpartiet (C)                             | 02      | Renew Europe (RE)                                                                      |
| Liberalerna (L)                               | 01      | Renew Europe (RE)                                                                      |
| SUMME                                         | 21      |                                                                                        |

## Abgeordnete
| Bild | Name                  | geb. | MEP seit      | Partei | Fraktion | Kommentar              |
| ---- | --------------------- | ---- | ------------- | ------ | -------- | ---------------------- |
|      | Abir Al-Sahlani       | 1976 | 2. Juli 2019  | C      | RE       |                        |
|      | Alice Bah Kuhnke      | 1971 | 2. Juli 2019  | MP     | G/EFA    |                        |
|      | Johan Danielsson      | 1982 | 2. Juli 2019  | S      | S&D      | bereits 2019–2021 MdEP |
|      | Adrian Dibrani        | 1985 | 16. Juli 2024 | S      | S&D      |                        |
|      | Sofie Eriksson        | 1992 | 16. Juli 2024 | S      | S&D      |                        |
|      | Dick Erixon           | 1962 | 16. Juli 2024 | SD     | EKR      |                        |
|      | Heléne Fritzon        | 1960 | 2. Juli 2019  | S      | S&D      |                        |
|      | Hanna Gedin           | 1978 | 16. Juli 2024 | V      | GUE/NGL  |                        |
|      | Pär Holmgren          | 1964 | 2. Juli 2019  | MP     | G/EFA    |                        |
|      | Evin Incir            | 1984 | 2. Juli 2019  | S      | S&D      |                        |
|      | Karin Karlsbro        | 1970 | 2. Juli 2019  | L      | RE       |                        |
|      | Arba Kokalari         | 1986 | 2. Juli 2019  | M      | EVP      |                        |
|      | Isabella Lövin        | 1963 | 16. Juli 2024 | MP     | G/EFA    | bereits 2009–2014 MdEP |
|      | Jessica Polfjärd      | 1971 | 2. Juli 2019  | M      | EVP      |                        |
|      | Jonas Sjöstedt        | 1964 | 16. Juli 2024 | V      | GUE/NGL  | bereits 1995–2006 MdEP |
|      | Alice Teodorescu Måwe | 1984 | 16. Juli 2024 | KD     | EVP      |                        |
|      | Beatrice Timgren      | 1989 | 16. Juli 2024 | SD     | EKR      |                        |
|      | Tomas Tobé            | 1978 | 2. Juli 2019  | M      | EVP      |                        |
|      | Jörgen Warborn        | 1986 | 2. Juli 2019  | M      | EVP      |                        |
|      | Charlie Weimers       | 1982 | 2. Juli 2019  | SD     | EKR      |                        |
|      | Emma Wiesner          | 1992 | 4. Feb. 2021  | C      | RE       |                        |